# 柏伶
柏伶（全稱柏伶花園）是一個位於马来西亚柔佛州新山市的鎮區，由Pelangi Berhad於1981年開發。鎮區佔地 922 英畝（3.73 平方公里），建有近10,000個住房單位。

## 教育
- 柏伶花園國小
- 斯里柏伶國小二校
- 柏伶花園國小三校
- 斯里柏伶國中
- 拿督烏斯曼阿旺國中
- 培華國民型華文小學
- 烏達烏達瑪鎮國中

## 交通
- 從新加坡裕廊東乘搭 Causeway Link CW3號巴士到達Perling Mall（駛經馬新第二通道）[1]。
- 從新山市中心駕車20分鐘即可到達。